# かんころもち

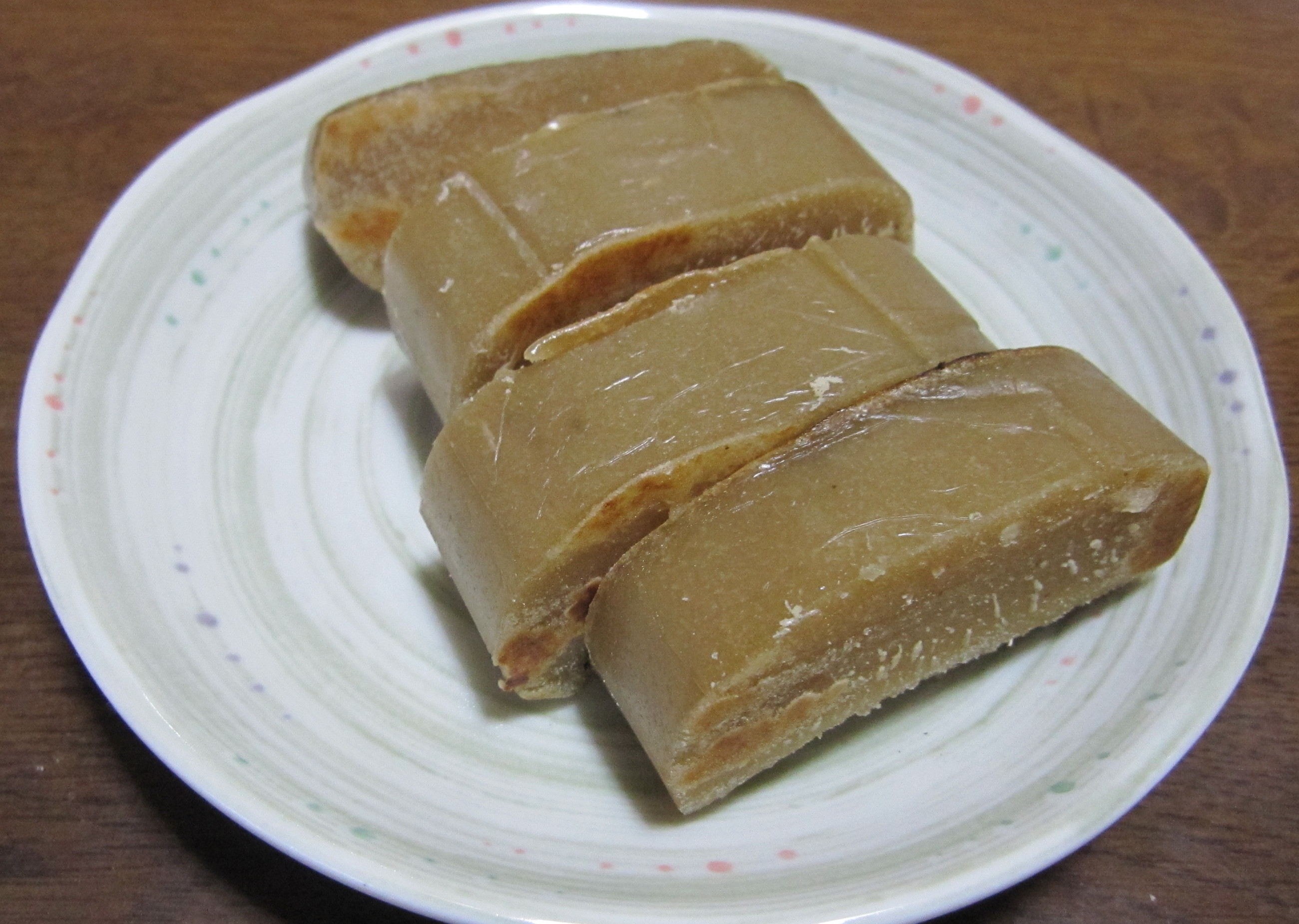
かんころもち

かんころもち（漢字表記「甘古呂餅」は登録商標）は、半茹でにしたサツマイモを混ぜこんだ餅の一種。長崎県五島列島の郷土料理、和菓子の一つである。九州・沖縄地方、長崎県の地域ブランド。
五島市・西海市・佐世保市などを中心に長崎県内各地で製造されている。

## 由来
かんころは、五島地方の方言で、サツマイモを薄く切って天日干ししたものを指す。元々は五島地方の冬期の保存食として作られていたが、現代では長崎県特産品として県内各地で製造・販売されている。
サツマイモは平地が乏しくやせた傾斜地の多い五島列島でも育ち、豊凶の差が小さくて台風の被害にも強いため、飢饉の脅威を拭い去り、五島の経済を支える重要な農産物として重宝されてきた。サツマイモがいつ頃から五島で栽培されてきたかは不明であるが、寛文年間（1661年 - 1672年）にはすでに庶民の食用作物となっており、五島藩は天保4年（1833年）には従来の規制姿勢から一転してサツマイモ栽培を奨励していく。実際に列島一帯に普及するのは明治に入ってからであり、大正の頃には五島の農産物の中で首位を占めるようになった。
その後、芋焼酎やデンプンの原料としての需要の減少とともに五島のサツマイモ栽培も減少していくが、かんころ餅は今でも多くの家庭で正月に作られ、島を出た子や親戚に送られている。

## 製法
1. サツマイモを半月ほど天日で水分を減らしておき、皮をむいて薄く輪切りにし、湯がいてから天日で干して、かんころとして保存しておく。
2. 餅米を洗って、水に半日ほどつけてから、蒸す。
3. かんころを桶などに入れて熱湯で洗い、蓋をして、しばらくふやかしてから蒸す。
4. 臼に蒸したかんころを入れて杵で突き、それに蒸した餅米を加えてよく突く（工業的には餅つき器、またはミキサーに入れて練る）。
5. 台に移して、かまぼこ型に整形する[7]。

## 特徴
- 色は緑色-緑褐色で、強い甘みを持ち、低温でもあまり硬くならない。
- 伝統的製法で餡を混ぜない餅は焼かずには食べられないほどには硬くなるが、甘みが薄い
- よもぎ入り、いりごま入りなどさまざまな種類がある。
- 通常の餅と違い、焼くとごく短時間でつなぎの餅米が溶けてしまうので調理の際は注意が必要。
- 煮ると水に溶ける。

## 関連作品

### 書籍
- 柴田亮子『かんころもちの島で』読売新聞社、1984年10月。ISBN 978-4643738704。
- 柴田亮子『続かんころもちの島で』読売新聞社、1986年3月。ISBN 978-4643743005。
- にしむらかえ『かんころもちと教会の島 （月刊たくさんのふしぎ）』福音館書店、2021年9月。

### テレビドラマ
- 「かんころもちの島で」[8] - 1985年NTV、カネボウヒューマンスペシャル（5）
- 連続テレビ小説 舞いあがれ!（NHK） 第58話（2022年12月21日放送）において登場する。

### 映画
- 刑事物語3 潮騒の詩